# 브리지트 마크롱
브리지트 마리클로드 마크롱(프랑스어: Brigitte Marie-Claude Macron, 혼전성 트로뇌 (Trogneux), 오지에르 (Auzière), 1953년 4월 13일~)은 에마뉘엘 마크롱 프랑스 대통령의 아내이며 그의 고등학교 프랑스어 교사이기도 하다. 2015년 브리지트 마크롱은 남편의 정치적 후원을 위하여 파리 elite lycée Saint-Louis de Gonzague에서 교편을 놓았다. 현재 에마뉘엘 마크롱의 아내이자 영부인으로서  나이가 많은 영부인이다.

## 어린 시절 및 교육 활동
브리지트 마크롱은 프랑스 아미앵에 있는 트로뇌 집안에서 태어났다. 그녀의 어머니는 시몬 트로뇌(프랑스어: Simone Trogneux, 혼전성 푸졸 (Pujol), 1910년 ~ 1998년), 아버지는 장 트로뇌(영어: Jean Trogneux, 1909년 ~ 1994년)이며 그녀는 6남매 중 막내로 태어났다. 트로뇌 가문은 5대째 초콜릿 가게를 경영하고 있다. 장 알렉상드르 트로뇌(영어: Jean Alexandre Trogneux)는 1872년 아미앵에서 시작하였으며 초콜릿, 마카롱, 잼, 꿀 등 여러 지역특산품을 판매하고 있다. 현재 브리지트 마크롱의 조카인 장 알렉상드르 트로뇌(영어: Jean Alexandre Trogneux)가 회사를 운영하고 있다.
브리지트 마크롱은 1980년대 스트라스부르에 있는 College Louis-Berger에서 문학을 가르쳤고 1990년대에는 아미앵에 있는 예수교 고등학교, Lycee la Providence에서 불어와 라틴어를 가르쳤다. 그곳에서 브리지트 마크롱과 에마뉘엘 마크롱이 처음 만났다. 그때 마크롱은 그녀의 문학수 업과 희곡 수업을 수강하였다.
브리지트 마크롱이 에마뉘엘 마크롱보다 24살 연상이기 때문에 그들의 로맨스는 범상치 않았다. 후일 에마뉘엘 마크롱은 "사랑은 밝히기 전에는 종종 은밀하고 숨기고 남들로부터 오해받기도 한다"며 그들의 애정을 과시하였다.

## 정치
브리지트 마크롱은 1989년 트루츠터셰임 (Truchtersheim) 시의회 의원선거에 출마하였으나 낙선하였다. 이것은 그녀의 유일한 출마 기록이 되었다.
2017년, 브리지트 마크롱은 남편의 대통령 선거 캠페인에서 중요한 역할을 하였다. 캠페인의 최고 조언자의 말은 다음과 같이 전해졌다. "그녀의 존재가 에마뉘엘에게 매우 중요하다." 에마뉘엘 마크롱은 프랑스 대통령 당선에서 그의 아내가 그와 항상 함께 하였던 것처럼, 재임 기간에서도 중요한 역할을 할 것이고 그것을 가리지 않을 것이다"라고 하였다.
31만6천명 이상이 서명한 반대 탄원에 프랑스 정부는 브리지트 마크롱이 공식 "퍼스트 레이디"라는 직함을 사용하지 않을 것이고 그녀의 활동에 어떠한 공적 자금도 배당하지 않을 것이라고 발표하였다. 엘리제궁은 브리지트에게 '투명성 헌장'을 발표했다. 이 헌장에 따르면 대통령의 배우자는 공화주의와 외교적 전통에 따라 국가수반의 후원, 동반자 역할을 수행하며 앞으로 장애인, 교육, 어린이, 여성, 건강 이슈 등의 시민사회 분야에 활발한 역할을 하게 된다. 하지만 공식 퍼스트 레이디는 아니기 때문에 사무실과 스태프, 수당 지급은 규정되지 않았다.

## 사생활
브리지트 마크롱은 1974년 은행원인 앙드레루이 오지에르(André-Louis Auzière)와 결혼하여 1남 2녀(세바스티앙, 로렝스, 티펜)를 두었다.
그녀는 1991년까지 트루츠터셰임에서 거주하였으며 이후 아미앵으로 이사하였다. 그녀는 오지에르와 2007년 이혼하였고 이듬해 에마뉘엘 마크롱과 재혼하였다.
2017년 8월, 대통령 부부는 네모(Nemo)라는 반려견을 분양하였다고 발표하였다.